# The Duel
Pour les articles homonymes, voir Duel (homonymie).
Pour plus de détails, voir Fiche technique et Distribution.
The Duel est un western américain réalisé par Kieran Darcy-Smith, sorti en 2016.

## Synopsis
Après la guerre de 1846 entre les États-Unis et le Mexique, le fleuve Río Grande a été déclaré en 1848 comme frontière entre les deux États sur plus de 2 000 km de long.
En 1888, à cette frontière, ont eu lieu d'étranges disparitions de Mexicains, voulant traverser le fleuve Rio Grande vers le Texas. Des corps ont été retrouvés dans la même zone du fleuve à 20 km du lieu-dit Mount Hermon. Parmi ces dizaines de disparus, il y avait le neveu du général mexicain Calderon ainsi que sa nièce Maria. Furieux, le général menace de traverser la frontière avec un bataillon de soldats mexicains pour retrouver sa nièce et l'homme qui a tué son neveu. À Austin, au Texas, le gouverneur Lawrence Sullivan Ross charge un Texas Ranger David Kingston d'enquêter sur ces mystérieuses disparitions pour éviter une guerre avec le Mexique. Il lui demande alors d'aller à Mount Hermon, (lieu où des corps de disparus ont été retrouvés), et d'essayer de découvrir, si son maire est à l'origine de ces meurtres. L'homme sur qui porte l'enquête, Abraham Brant, est potentiellement coupable d'avoir commis des crimes affreux, et c'est la tâche de David Kingston de déterminer lesquels. Marisol, l'épouse de David, insista pour l'accompagner ...

## Fiche technique
- Titre original : The Duel
- Titre français : The Duel
- Titre québécois : Le Duel
- Réalisation : Kieran Darcy-Smith
- Scénario : Matt Cook
- Direction artistique : Toby Corbett
- Décors : Douglas Cumming
- Costumes : Terry Anderson
- Montage : Luke Doolan
- Musique : Craig Eastman
- Photographie : Jules O'Loughlin
- Son : Richard Schexnayder
- Production : David Hoberman, Todd Lieberman, Maureen Meulen et Adam Rosenfelt
- Sociétés de production : Atomic Entertainment et Mandeville Films[1].
- Sociétés de distribution : Lionsgate Premiere (États-Unis), Netflix (France), ACE Entertainment (vidéo, France)
- Pays d’origine :  États-Unis
- Budget : n/a
- Langues originales : anglais, espagnol
- Durée : 110 minutes
- Format :
- Genre : western, policier, drame, Thriller
- Dates de sortie : 
  - États-Unis : 24 juin 2016
  - France : 1er novembre 2016 (VOD sur Netflix)
  - France : 21 février 2018 (sortie en vidéo)

## Distribution
- Woody Harrelson : Abraham Brant, le maire de Mount Hermon, appelé le Prêcheur
- Liam Hemsworth : David Kingston, un Texas Ranger
- Alice Braga : Marisol, l'épouse de David Kingston
- Emory Cohen : Isaac, le fils d'Abraham Brant
- Felicity Price : Naomi
- William Sadler (VF : Philippe Résimont) : Lawrence Sullivan Ross, gouverneur du Texas (18 janvier 1887 – 20 janvier 1891)
- José Zúñiga : le général Calderon
- Christopher James Baker : Monte
- Christopher Berry : Dale
- Benedict Samuel : George
- Giles Matthey : John
- Raphael Sbarge : Dr Morris
- Jason Carter : William
- David Born : Hoot
- Lawrence Turner : Silas
- Kim Hidalgo : Maria Calderon, la nièce du général Calderon
- John McConnell : Saul
- Jimmy Lee Jr. : Jesse Kingston, le père de David Kingston
- Ashton Evers : David Kingston, jeune